# Costus varzearum
Costus varzearum är en enhjärtbladig växtart som beskrevs av Paulus Johannes Maria Maas. Costus varzearum ingår i släktet Costus och familjen Costaceae. Inga underarter finns listade.